# Ilan Pappé

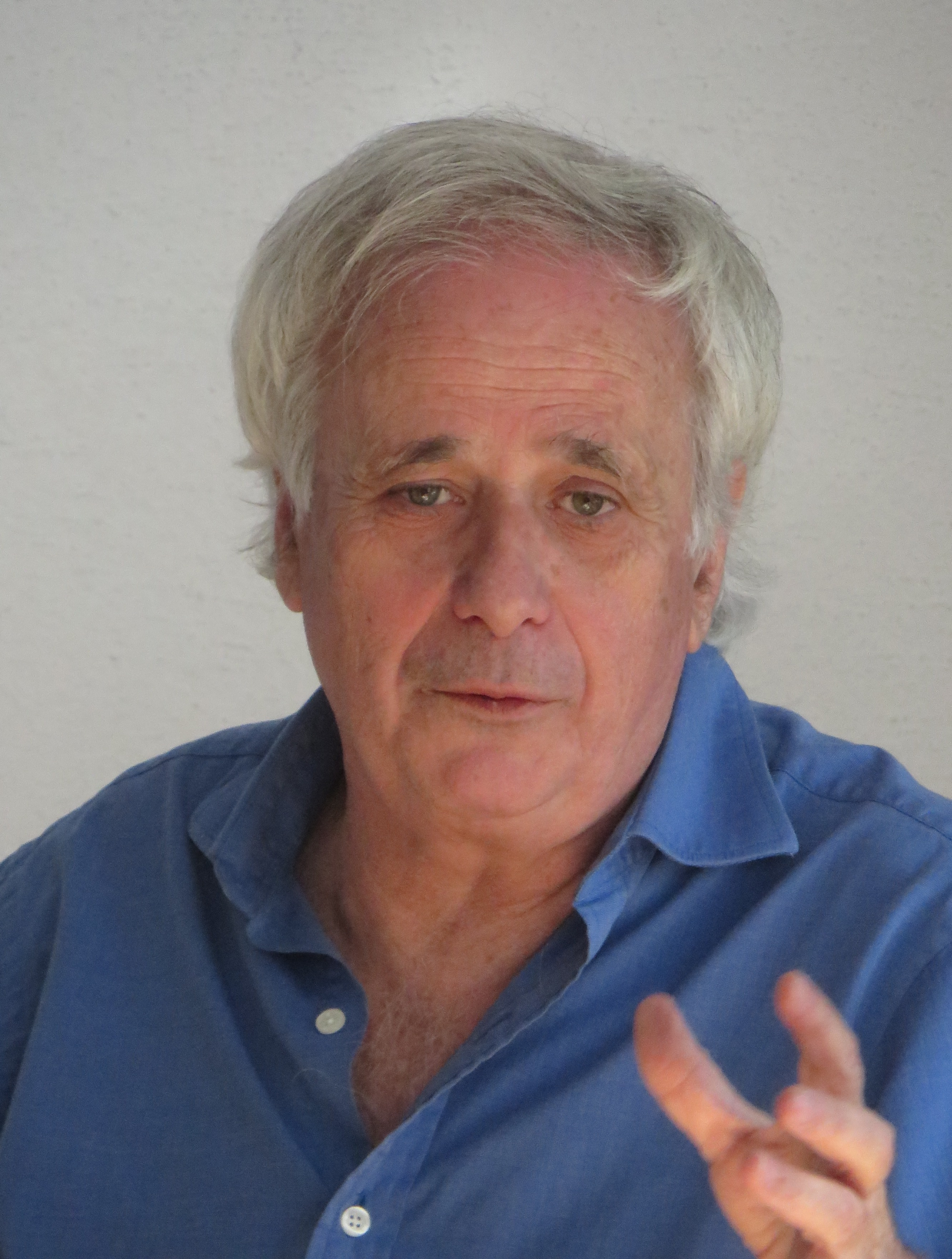
Ilan Pappé 2017

Ilan Pappe (hebreiska: אילן פפה; född den 7 november 1954 i Haifa, Israel) är professor i statsvetenskap vid universitetet i Exeter i Storbritannien. 1996 kandiderade han till Knesset för det israeliska kommunistpartiet Maki.

## Biografi
Ilan Pappe har en BA från Hebreiska universitetet i Jerusalem och en Ph.D. från Oxford-universitetet i  England. Han är känd som en av de nya historikerna i Israel, och är också en antisionistisk aktivist och en talesperson för palestiniernas rättigheter.

### Böcker
- A History of Modern Palestine: One Land, Two Peoples., Cambridge University Press, 2004. 333 pp.
- The Ethnic Cleansing of Palestine, London and New York, Oneworld, 2006, ISBN 1-85168-467-0.
- The Modern Middle East, London and New York: Routledge, 2005, ISBN 0-415-21409-2.
- The Modern History Palestine, One Land, Two Peoples, Cambridge, Cambridge University Press, 2003, 2006 ISBN 0-521-55632-5.
- (Med Jamil Hilal), Parlare Con il Nemico, Narrazioni palestinesi e israeliane a confronto Milano: Bollati Boringhieri, 2004.[2]
- The Aristocracy: The Husaynis; A Political Biography, Jerusalem, Mossad Byalik, på hebreiska, 2003.
- The Israel-Palestine Question, London and New York, Routledge, 1999, 2006, ISBN 0-415-16948-8.
- (Med M. Maoz), History From Within: Politics and Ideas in Middle East, London and New York, Tauris, 1997, ISBN 1-86064-012-5.
- (Med J. Nevo), Jordan in the Middle East: The Making of a Pivotal State, London, Frank Cass, 1994, ISBN 0-7146-3454-9.
- The Making of the Arab-Israeli Conflict, 1947–1951, London and New York, I.B. Tauris, 1992, 1994, ISBN 1-85043-819-6.
- Britain and the Arab-Israeli Conflict, 1948–1951, London, St. Antony's College Series, Macmillan Press, New York, St. Martin's Press, 1988, ISBN 0-312-01573-9.
- (Med Noam Chomsky) Gaza in Crisis: Reflections on Israel's War Against the Palestinians, Hamish Hamilton, 2010, ISBN 978-0241145067.
- Tio myter om Israel. Stockholm: Karneval förlag. 2020. Libris p17nzrjnmb95fp9c. ISBN 9789188729484

### Artiklar
- The Rise and Fall of the Husainis (Part 1), Autumn 2000, Issue 10, Jerusalem Quarterly.
- The Husayni Family Faces New Challenges: Tanzimat, Young Turks, the Europeans and Zionism 1840–1922, Part II Winter-Spring 2001, Issue 11–12, Jerusalem Quarterly,
- "The '48 Nakba & The Zionist Quest for its Completion", Between The Lines, October 2002
- Haj Amin and the Buraq Revolt, June 2003, Issue 18, Jerusalem Quarterly
- Back the boycott May 24, 2005 The Guardian
- "Calling a Spade a Spade: The 1948 Ethnic Cleansing of Palestine", i al-Majdal Magazine, Spring 2006.
- Towards a Geography of Peace: Whither Gaza?, June 18, 2007, The Electronic Intifada.
- Journal of Palestine Studies, Vol. 30, No. 3, Spring 2001, pp. 19–39; The Tantura Case in Israel: The Katz Research and Trial by Ilan Pappe.
- Institute for Palestinian Studies Pappé, Ilan "Review Essay, Israeli Television's Fiftieth Anniversary Series: A Post-Zionist View?" Journal of Palestine Studies Vol 27, no. 4 (Sum. 98): pp 99–105.
- What drives Israel?, June 2010, Essay of the week, Herald Scotland.